# Beynat
Beynat é uma comuna francesa na região administrativa da Nova Aquitânia, no departamento de Corrèze. Estende-se por uma área de 34,84 km². Em 2010 a comuna tinha 1 265 habitantes (densidade: 36,3 hab./km²).